# Хассан Назарі
Хассан Назарі (перс. حسن نظری, нар. 19 серпня 1956, Абадан, Іран) — іранський футболіст, що грав на позиції захисника.
Виступав, зокрема, за клуби «Тадж» та «Аль-Аглі» (Дубай), а також національну збірну Ірану.

## Клубна кар'єра
У дорослому футболі дебютував 1974 року виступами за команду клубу «Санат Нафт». 
Своєю грою за цю команду привернув увагу представників тренерського штабу клубу «Тадж», до складу якого приєднався 1975 року. Відіграв за тегеранську команду наступні два сезони своєї ігрової кар'єри.
1978 року уклав контракт з клубом «Аль-Аглі», у складі якого провів наступні чотири роки своєї кар'єри гравця. 
1985 року повертався на футбольне поле, провівши декілька ігор за американський «Даллас Американс». 

## Виступи за збірну
1975 року дебютував в офіційних матчах у складі національної збірної Ірану. Протягом кар'єри у національній команді, яка тривала 4 роки, провів у формі головної команди країни 35 матчів, забивши 1 гол.
У складі збірної був учасником кубка Азії з футболу 1976 року в Ірані, здобувши того року титул переможця турніру, чемпіонату світу 1978 року в Аргентині.

## Титули і досягнення
- Володар Кубка Азії: 1976